# Cantó de Sant Estève
El cantó de Sant Estève de Tinèa és un cantó francès del departament dels Alps Marítims, situat al districte de Niça. Té 3 municipis i el cap és Sant Estève de Tinèa.

## Municipis
- L'Isola
- Sant Dalmaç lo Selvatge
- Sant Estève de Tinèa

## Història
| Data d'elecció                           | Identitat         | Partit           | Qualitat |
| ---------------------------------------- | ----------------- | ---------------- | -------- |
| 1964-1970                                | Lucien Pascal     | Divers droite    |          |
| 1970-1994                                | Jean Pascal       | Divers droite    |          |
| 1994-2001                                | Paul Ollié        | RPR-UDF          |          |
| 2001-2009                                | Christian Estrosi | RPR, després UMP |          |
| 2009-                                    | Caroline Murris   | UMP              |          |
| les dades anteriors no són pas conegudes |                   |                  |          |
|                                          |                   |                  |          |

| 1962 | 1968 | 1975 | 1982 | 1990 | 1999  | 2007  |
| ---- | ---- | ---- | ---- | ---- | ----- | ----- |
| -    | -    | -    | -    | -    | 2.658 | 2.082 |